# Колтуновка
Колтуновка — село в Алексеевском районе (городском округе, с 2018 года) Белгородской области, входит в состав Мухоудеровского сельского поселения.

## Описание
Расположено в восточной части области, на реке Тихая Сосна в 6 — 7 км к востоку от районного центра, города Алексеевки. Ближайшая железнодорожная станция ЮВЖД — Мотома («90,1 км»). 
| 1859 | 1897  | 2002 | 2010 |
| ---- | ----- | ---- | ---- |
| 1325 | ↘1180 | ↘396 | ↘388 |

Улицы и переулки
| - ул. Заречная - ул. И. Мичурина - ул. Луговая - ул. Парковая - ул. Старый Хутор - ул. Центральная | - 1-й Луговой пер. - 1-й Старохуторской пер. - 2-й Луговой пер. - 2-й Старохуторской пер. - Парковый пер. - Центральный пер. |

## История
Село расположено в памятном историческом месте: «Ольшанский участок Белгородской черты проходил, как и Усердский, по р. Тихой Сосне. Стык Усердской и Ольшанской военных зон находился в большом Иловском лесу, примерно у современного с. Колтуновки Апексеевского района Белгородской области» (В. П. Загоровский «Белгородская черта»).
По сведениям, содержащимся в Воронежском госархиве, Колтуновка названа по фамилии или прозвищу первопоселенца. Речь идет о генеалогическом древе мелкопоместных дворян Острогожского и Бирюченского уездов, неких Колтуновых. Первым в роду этих дворян можно считать казака Острогожского слободского полка Марка Колтунова, который прибыл в эти места, скорее всего, с частью Черниговского полка в 1652 году. О его сыне Федоре Марковиче Колтунове сохранилось больше сведений. Он служил в гусарском полку в чине ротмистра. Затем продолжал службу в Острогожском комиссарстве. С 1777 года был в должности Бирюченского комиссара.
В 1859 г. — Бирюченского уезда «слободка владельческая Колтуновка при реке Тихой Сосне» «по правую сторону большого почтового тракта от г. Бирюча до г. Острогожска» — 131 двор, 1325 жителей (630 муж., 695 жен.). в слободке - завод маслобойный.
Упоминается в Памятной книжке Воронежской губернии за 1887 год как слобода Колтуновка Алексеевской волости Бирюченского уезда. Число жителей обоего пола — 1560, число дворов — 182. Колтуновка 1900 г. — Бирюченского уезда «слоб. Колтуновка (Старый Хутор, Средний Хутор (Одноклешневка тож), хутор Бычков) на р. Тихой Сосне» — 209 дворов, 1330 жит. (669 муж., 661 жен.), 1113 десятин земельн. надела, два «общественных здания», винная лавка, «Шереметева гр(афа) „Колтуновская“ водяная мельница на р. Тихой Сосне» — 1 двор (2 муж. и 1 жен.). 
В 1908 г. в Колтуновке построили школу.
С июля 1928 г. с. Колтуновка — центр Колтуновского сельсовета в Апексеевском р-не; на 1 января 1932 г. в Колтуновке — 1184 жителя.
Во второй половине 1950-х гг. Колтуновка в Мухо-Удеровском сельсовете.
В 1957 г. в центре села поставили обелиск у братской могилы воинов, павших на здешней земле в 1943 г.
В 1995 г. в Колтуновке построены: Дом культуры, восьмилетняя школа.
В 1997 г. в с. Колтуновка Мухоудеровского сельского округа Алексеевского района — 195 домовладений.

## Религия
Колтуновка относится к Валуйско-Алексеевской епархии.
В селе действует храм Рождества Пресвятой Богородицы.

### Памятники и мемориалы
Братская могила советских воинов, погибших в боях с фашистскими захватчиками в 1943 году.

## Археология
- Колтуновское городище, расположенное в долине реки Тихая Сосна у села, было крепостью салтово-маяцкой культуры[7][8][9][10]